# Liste des maires de Rabastens
Cet article dresse une liste par ordre de mandat des maires de Rabastens.

## Liste des maires

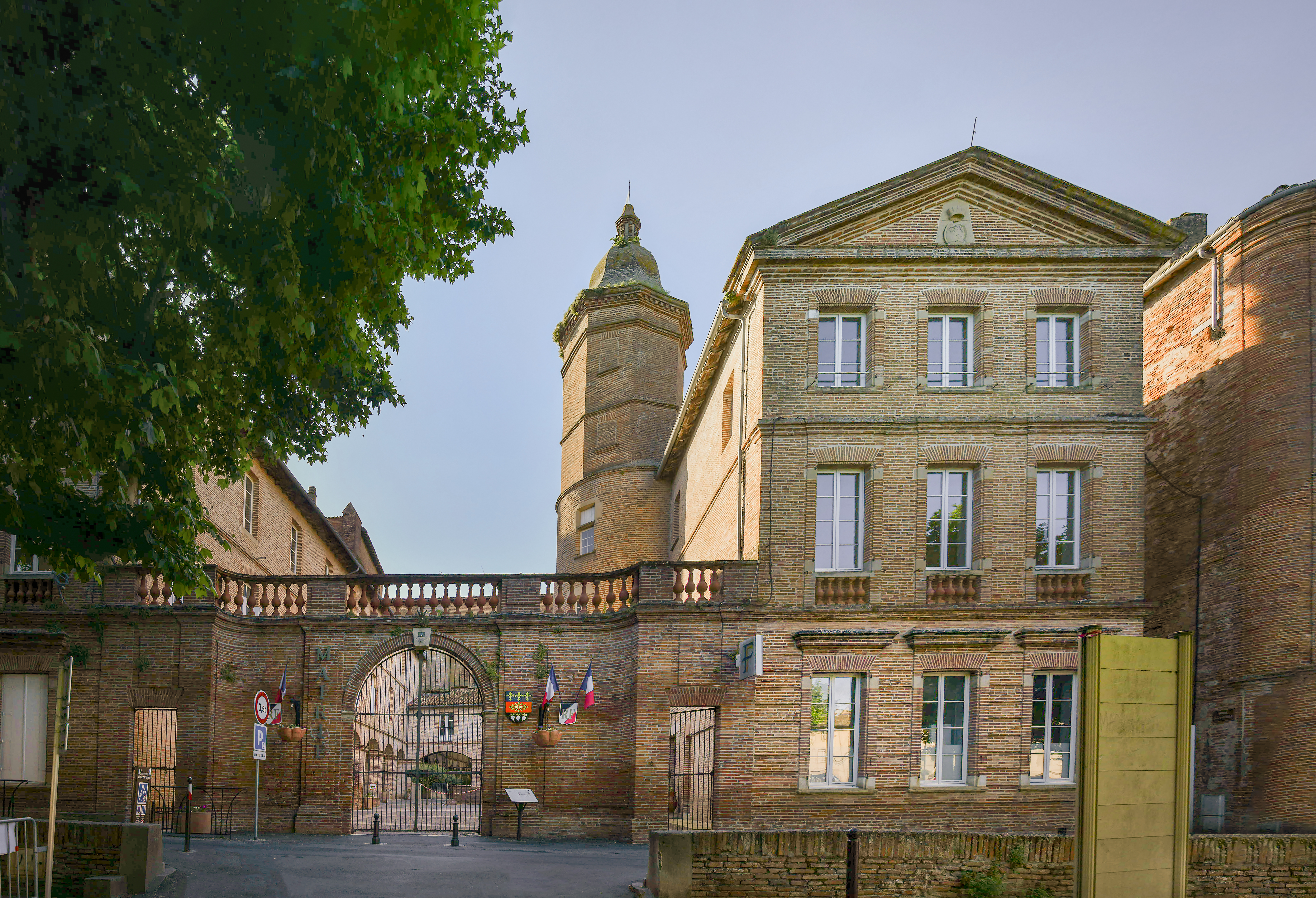
L'hôtel de ville de Rabastens.

### Sous l'Ancien Régime
| Période      | Période      | Identité                                  | Étiquette | Qualité             |
| ------------ | ------------ | ----------------------------------------- | --------- | ------------------- |
|              |              | Jacques de Rolland                        |           | 1er consul          |
| 1657         | août 1660    | Bernard de Rolland                        |           | 1er consul          |
| 1696         | 1711         | Jean-Victor de Rolland                    |           | 1er consul          |
| 1711         | 1733         | Pierre de Pagès                           |           | 1er consul          |
| 1733         | juin 1760    | François de Rolland                       |           | 1er consul          |
| juin 1760    | octobre 1775 | Pierre Armengaud                          |           | Lieutenant de maire |
| octobre 1775 | février 1780 | Jean Jacques Delherm                      |           | Lieutenant de maire |
| février 1780 | juillet 1780 | François de Clausade                      |           | Lieutenant de maire |
| juillet 1780 | juillet 1782 | François de Clausade                      |           | Lieutenant de maire |
| juillet 1782 | janvier 1789 | Jérôme Dufaug                             |           | Lieutenant de maire |
| janvier 1789 | février 1790 | Gilles Marguerite de La Fîte de Pelleporc |           | Lieutenant de maire |

### Entre 1790 et 1944
| Période        | Période        | Identité                                  | Étiquette | Qualité            |
| -------------- | -------------- | ----------------------------------------- | --------- | ------------------ |
| février 1790   | décembre 1790  | Gabriel Falguière-Clausade                |           |                    |
| décembre 1790  | septembre 1791 | Pierre Narcisse Floriban de Carrière      |           |                    |
| septembre 1791 | juillet 1792   | Jean Paul Louis Gouzy                     |           |                    |
| juillet 1792   | septembre 1795 | Jérôme Dufaug                             |           |                    |
| septembre 1795 | mars 1796      | Jacques Pascal Estève                     |           |                    |
| mars 1796      | avril 1798     | Pierre Narcisse Floriban de Carrière      |           |                    |
| avril 1798     | juin 1798      | Pierre Rabaly                             |           |                    |
| juin 1798      | avril 1799     | Jean Léon Laboulbène                      |           |                    |
| avril 1799     | mars 1808      | Guillaume Darnaud                         |           |                    |
| mars 1808      | juillet 1815   | Jean Raymond Cyriaque Arquier             |           |                    |
| juillet 1815   | décembre 1815  | Maurice Jaybert                           |           |                    |
| décembre 1815  | février 1824   | Auguste Athanase de Chastenet de Puysegur |           |                    |
| février 1824   | septembre 1830 | Bernard de Toulouse-Lautrec               |           |                    |
| octobre 1830   | janvier 1831   | Maurice Jaybert                           |           |                    |
| janvier 1831   | avril 1831     | Bernard Vernhes                           |           |                    |
| avril 1831     | février 1848   | Cézaire de Sagnes                         |           |                    |
| février 1848   | juillet 1848   | Gustave de Clausade                       |           |                    |
| juillet 1848   | septembre 1852 | Tristan de La Fîte                        |           | Baron              |
| septembre 1852 | décembre 1852  | Raymond de Toulouse-Lautrec               |           | Comte              |
| décembre 1852  | octobre 1854   | Jean Victor Bourniquel                    |           |                    |
| octobre 1854   | novembre 1854  | Nicolas Marcel Salamon                    |           |                    |
| novembre 1854  | septembre 1857 | Eustache Trégan                           |           |                    |
| octobre 1857   | août 1870      | Abdon Prouho                              |           |                    |
| septembre 1870 | avril 1871     | Jules Becat                               |           |                    |
| mai 1871       | février 1878   | Abdon Prouho                              |           |                    |
| février 1878   | mars 1881      | Albert de Falguière                       |           | Baron              |
| mars 1881      | avril 1882     | Isidore Lauzeral                          |           |                    |
| avril 1882     | octobre 1889   | Albert de Falguière                       |           | Baron              |
| octobre 1889   | septembre 1899 | Antoine Gaulhet                           |           |                    |
| septembre 1899 | mai 1900       | Étienne de Toulza                         |           | Comte              |
| mai 1900       | mai 1904       | Justin Julia                              |           |                    |
| mai 1904       | mai 1905       | Étienne de Toulza                         |           | Comte              |
| octobre 1905   | octobre 1906   | Urbain Subsol                             |           |                    |
| octobre 1906   | mai 1912       | Étienne de Toulza                         |           | Comte              |
| mai 1912       | février 1916   | Urbain Subsol                             |           |                    |
| avril 1916     | décembre 1919  | Gabriel Bréthénou                         |           |                    |
| décembre 1919  | octobre 1923   | Jean Lauzeral                             |           |                    |
| novembre 1923  | août 1944      | Ernest Malric                             |           | Député (1932-1936) |

### Depuis 1944
Depuis la Libération, douze maires se sont succédé à la tête de la commune.
| Période        | Période                    | Identité               | Étiquette | Qualité |
| -------------- | -------------------------- | ---------------------- | --------- | --- |
| août 1944      | mai 1945                   | Antonin Conte          |           | Président du comité local de Libération |
| août 1945      | mars 1959                  | Marius Malric          | Rad.      | Fabricant de meubles Conseiller général de Rabastens (1945 → 1958) |
| mars 1959      | septembre 1963             | Marcel Gaubert         |           | |
| novembre 1963  | mars 1971                  | Roger Béteille         |           | |
| mars 1971      | avril 1975                 | Georges Raynal         | UDR       | Général |
| mai 1975       | mars 1977                  | Jean Marty             | RPR       | Agent d'assurances, premier adjoint (1971 → 1975) |
| mars 1977      | mars 1983                  | Fernand Fargues        | PS        | Conseiller général de Rabastens (1976 → 1988) |
| mars 1983      | mars 1989                  | Jean Marty             | RPR       | Agent d'assurances |
| mars 1989      | juin 1995                  | Fernand Fargues        | PS        | Ancien conseiller général de Rabastens (1976 → 1988) |
| juin 1995      | mars 2001                  | Alain Brest            | PS        | Enseignant formateur, adjoint au maire (1989 → 1995) |
| mars 2001      | septembre 2002 (démission) | Michel Bressolles      | DVG       | |
| novembre 2002  | mars 2008                  | André Coudé du Foresto | DVD       | Chef d'entreprise retraité |
| mars 2008      | 29 mars 2014               | Alain Brest            | PS        | Conseiller pédagogique Président de la CC du Pays rabastinois (2008 → 2014) |
| 29 mars 2014   | 4 juillet 2020             | Pierre Verdier         | DVG       | Directeur de la Fédération régionale des offices de tourisme Conseiller général de Rabastens (2008 → 2015) Président de la CC du Pays rabastinois (2014 → 2016) Maire de Coufouleux (2001 → 2014) |
| 4 juillet 2020 | En cours                   | Nicolas Géraud         | SE        | Ancien général de division de Gendarmerie |